# Orquestra de Câmara de Viena
A Orquestra de Câmara de Viena é uma orquestra austríaca baseada no Vienna Konzerthaus.

## História
A Orquestra foi fundada em 1946 e seus primeiros diretores artísticos foram Franz Litschauer, Heinrich Hollreiser, Paul Angerer e Carlo Zecchi. Quando Philippe Entremont tornou-se o maestro da orquestra entre 1976 e 1991, ele começou uma tradição: do maestro também atuar como solista. Entremont continua atuando com a orquestra como maestro honorário vitalício. Ele atuou ao lado de Yehudi Menuhin, Heinz Holliger, Heinrich Schiff e Ola Rudner. Entre 2005 e 2008 Heinrich Schiff foi o maestro chefe da orquestra. Stefan Vladar foi nomeado o novo maestro chefe em Maio de 2008 e desde 2003 o maestro associado é Joji Hattori.

## Maestros chefes
- Franz Litschauer
- Heinrich Hollreiser
- Paul Angerer
- Carlo Zecchi (1966–1976)
- Philippe Entremont (1976–1991)
- Ernst Kovacic (líder artístico, 1996–1998)
- Christoph Eberle (1999–2004)
- Heinrich Schiff (2005-2008)
- Stefan Vladar (2008-presente)